# LAE J095950.99+021219.1
LAE J095950.99+021219.1 est l'une des galaxies les plus lointaines observées à ce jour (août 2022), avec un décalage vers le rouge de 6,96, elle est distante de ~12,8 à 13,029 milliards d'années-lumière de la Terre à l'époque de l'observation et à une distance comobile de 7 511 ± 10 Mpc (∼24,5 milliards d'al) de la Terre, dans la constellation du Sextant,. Elle a suscité un fort intérêt pour les scientifiques en tant qu'émetteur Lyman-alpha dans l'univers de réionisation, pour étudier les étoiles et le comportement des galaxies à ce moment de l'histoire de l'Univers. Elle a été identifiée dans le champ profond de VISTA, puis ré-identifiée en 2012 en utilisant le spectrographe IMACS du premier télescope Magellan. Contrairement aux autres galaxies de Lyman-alpha, LAE J095950.99+021219.1 reste 2 à 3 fois plus ténue avec une magnitude pouvant aller de 27,3 à 27,9.

## Émetteur Lyman-alpha
Les galaxies émettrices Lyman-α peuvent être utilisées pour étudier la réionisation cosmologique. Le décalage vers le rouge de z ≈ 7 est la frontière actuelle dans les études de la réionisation, un domaine d'exploration active où les connaissances observationnelles se développent rapidement. LAE J095950.99+021219.1 semble être l'une des principales sources de recherche sur les émetteurs Lyman-alpha dans l'univers de réionisation, en raison du fait qu'elle est détectable même à un décalage vers le rouge équivalent à z ~ 7 et qu'elle semble relier la théorie et les observations.

## Galaxie
Pour l'instant, LAE J095950.99+021219.1 est l'une des rares galaxies les plus éloignées connues par spectroscopie, et la plus ténue à avoir été découverte grâce à une recherche directe de l'émission de la raie Lyman-alpha. La galaxie émet aussi de fortes raies d'atomes ionisés, tels que O III et Hα, indiquant la présence de forte formation d'étoiles au sein de l'objet, faisant de lui un objet très rare à z ~ 7, car généralement les galaxies anciennes n'émettent que très peu de ces raies, mais dans notre cas, les raies sont très fortes et larges, possiblement le signe d'une très forte formation d'étoiles, l'une des plus intenses jamais vues. Elle reste une galaxie relativement petite, son diamètre étant estimé à 5 374 ± 10 pc (∼17 500 al), soit une galaxie 83% plus petite que la Voie lactée.